# رونالد ناش
رونالد ناش (انگلیسی: Ronald H. Nash; ۲۷ مهٔ ۱۹۳۶ – ۱۰ مارس ۲۰۰۶) فیلسوف اهل ایالات متحده آمریکا بود. ناش بیش از ۴۰ سال به عنوان استاد خدمت کرد و در زمینه‌های جهان‌بینی، دفاعیات دینی، فلسفه اخلاق، الهیات و تاریخ تدریس کرد و نوشت. او به خاطر طرفداری از مکتب اتریش معروف است.